# Мукваш

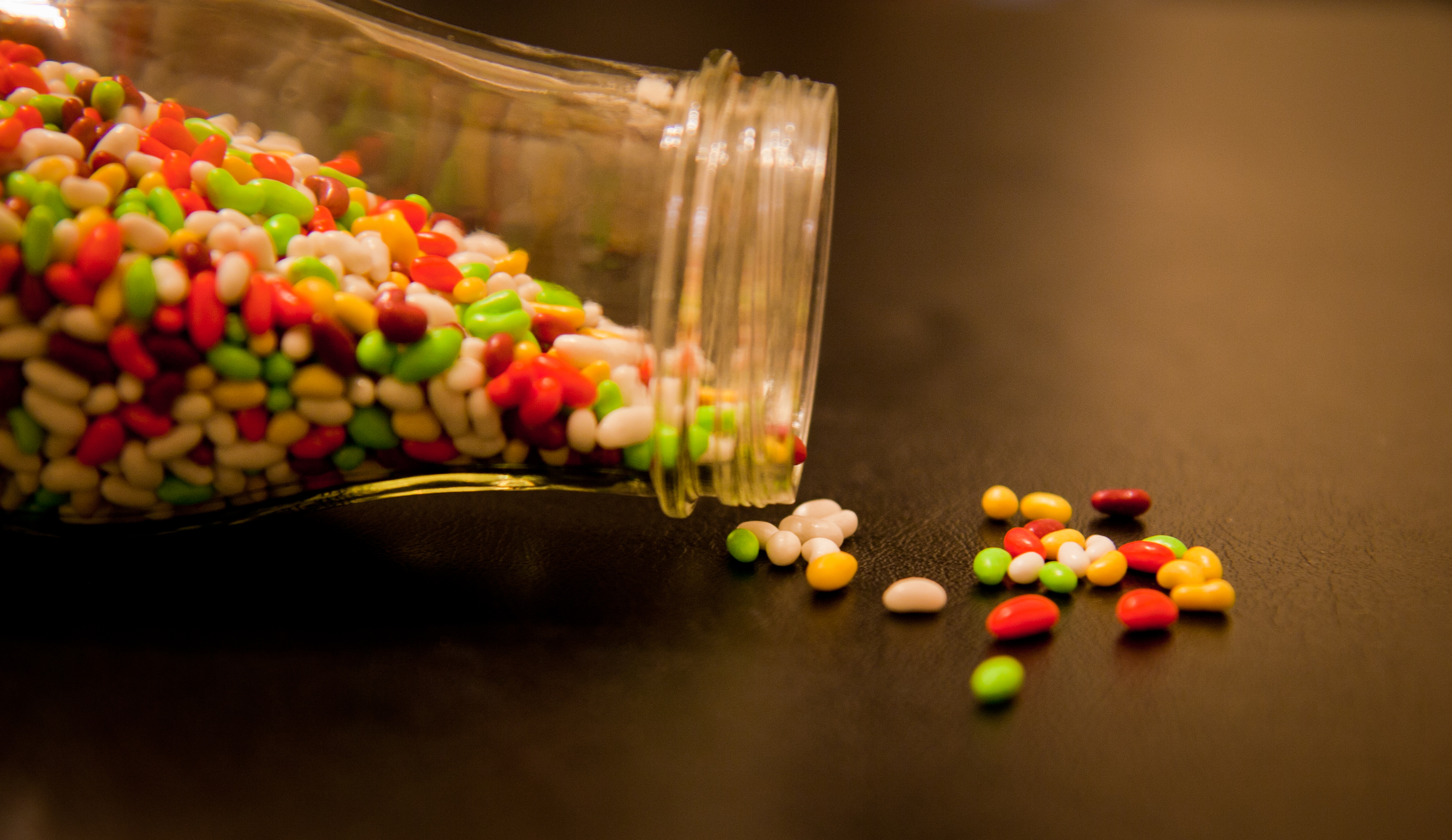
Насіння з фенхелю вкрите цукром

Мукваш — кольорова індійська та пакистанська закуска, яку вживають після прийому їжі або для покращення травлення. Часто використовується як освіжувач подиху, особливо після прийому їжі. Страву можна приготоувати з різних насінь та горіхів, найчастіше з фенхелю, анісу, кокосового горіха, коріандру та кунжуту. Вони солодкі на смак й дуже ароматичні завдяки додаванню цукру та різних ефірних олій, у тому числі й олії м’яти. Насіння можуть бути пікантними або солодкими — покритими цукром та яскраво забарвленими.
«Мукваш» - це об'єднання слів «мук» (перекладається як «запах») та «ваш» (перекладається як «рот»).